# Tilletia
Tilletia és un gènere de fongs basidiomicots de la família de les til·letiàcies (Tilletiaceae). Tant la família com el gènere reben el nom en honor de Mathieu Tillet
Les espècies d'aquest gènere fitopatogen afecten diverses herbes poàcies. Tilletia indica i Tilletia horrida ataquen el blat i l'arròs respectivament i els seus danys tenen gran importància econòmica. Aquest gènere conté unes 175 espècies.